# Mosin-Nagant
El Mosin-Nagant (en ruso: винтовка Мосина) es un fusil de cerrojo, con cargador de cinco cartuchos, que fue utilizado por las fuerzas armadas de la Rusia Imperial y más tarde por la Unión Soviética y diversas naciones del bloque oriental. 
Fue el primero en utilizar el cartucho 7,62 x 54 R. Estuvo en servicio de diversas formas desde 1891 hasta la década de 1960 en muchas naciones de Europa oriental, siendo finalmente reemplazado en su última función como fusil de francotirador por el SVD. El Mosin-Nagant aún se puede encontrar en uso como fusil estándar en muchos ejércitos modernos y conflictos armados, debido a su gran resistencia y amplio suministro producido durante la Segunda Guerra Mundial.
Estos fusiles fueron reutilizados y modificados en varias ocasiones y sirvieron como fusil de entrenamiento durante los años 1960 a 1970. Muchos de esos fusiles fueron producidos localmente en los años de la posguerra.

## Historia
Debido a las experiencias durante la Guerra ruso-turca, en la que las tropas rusas iban armadas con fusiles monotiro Berdan, Karle y Krnka frente a los turcos con fusiles de repetición Winchester, la Administración Principal Rusa de Artillería emprendió en 1882 la tarea de producir un arma alimentada por cargador de varios disparos. Sin poder modificar adecuadamente el Berdan, para cumplir los requisitos se formó una Comisión especial para pruebas de fusiles de cargador para realizar pruebas con nuevos diseños, como el Mauser, Lee-Metford y Lebel.
Un joven capitán llamado Serguéi Mosin presentó su fusil de calibre de 3 líneas (una medida antigua rusa, 3 líneas son igual a 0,3 pulgadas o 7,62 mm) en 1889 junto al diseño de 3.5 líneas (9 mm) del belga Léon Nagant. Cuando los ensayos acabaron en 1891, todas las unidades que probaron los fusiles indicaron su preferencia por el diseño de Nagant, y la Comisión votó a su favor por 14 votos contra 10. Sin embargo, algunas personalidades influyentes apostaron por el diseño nacional, dando por resultado un compromiso: el fusil de Mosin utilizaría el sistema de alimentación diseñado por Nagant. Así pues, recibió la designación oficial de "Fusil de tres líneas, modelo 1891". 
La producción comenzó en 1892 en las fábricas de artillería de Tula, Izhevsk y Sestroryetsk. Debido a la limitada capacidad de producción de estas instalaciones, se realizó un pedido de 500.000 armas a la compañía francesa Manufacture Nationale d'Armes de Châtelleraut. En el momento de la guerra ruso-japonesa, en 1904, se habían entregado aproximadamente 3 800 000 fusiles al ejército. Entre 1891 y 1910 se crearon variantes y modificaciones en los fusiles ya existentes, incluyendo el cambio del alza, un cerrojo reforzado debido a la adopción de una bala de 147 granos, la eliminación del acero detrás del guardamonte, cambios en el cañón, el reemplazo del sistema de la correa portafusil y se le agregó un guardamano.
Con la entrada de Rusia en la Primera Guerra Mundial, la producción fue restringida a los modelos M1891 dragón e infantería por motivos de simplicidad. Debido a la escasez y los retrasos de la industria nacional, el gobierno ruso realizó un pedido de 1,5 millones de fusiles de infantería M1891 a Remington Arms y otros 1,8 millones a New England Westinghouse. Grandes cantidades de Mosin-Nagant fueron capturadas por las fuerzas alemanas y austrohúngaras y empleadas por ambas en la retaguardia y la armada alemana. Muchas de esas armas austríacas fueron vendidas a Finlandia en los años 1920.
Durante la guerra civil rusa, las versiones de infantería y dragón estaban en producción, aunque en cantidades muy reducidas. Tras la victoria del Ejército Rojo, se creó un comité en 1924 para modernizar el fusil, que ya llevaba tres décadas de servicio. Esto condujo al desarrollo del Modelo 1891/30 basado en el diseño original de la versión dragón. Antes de 1945 se habían producido 17.475.000 fusiles M1891/30.
El Mosin-Nagant fue adaptado como fusil de francotirador en 1932 y fue entregado a los francotiradores soviéticos durante la Segunda Guerra Mundial. Sirvió con bastante distinción en la Batalla de Stalingrado, donde se hizo famoso por el francotirador Vasili Záitsev. Entre sus cualidades destacaba su resistencia, fiabilidad, exactitud y facilidad de mantenimiento. 
En los años posteriores a la Segunda Guerra Mundial, la Unión Soviética dejó de producir los Mosin-Nagant y los retiró del servicio a favor de las carabinas SKS y finalmente de los fusiles de asalto AK. A pesar de esto, los Mosin-Nagant seguirían siendo utilizados en el Bloque del Este y en el resto del mundo durante varias décadas. Los fusiles y carabinas Mosin-Nagant estuvieron en varios frentes de la Guerra Fría, desde Vietnam, Corea hasta Afganistán.

## Versiones extranjeras

### Aliados soviéticos
Con la influencia de Rusia, y posteriormente de la Unión Soviética, en la Europa del Este, no sorprende la aparición de fusiles Mosin-Nagant en las Guerras de los Balcanes y en los ejércitos de varios países tras la Segunda Guerra Mundial, como Alemania Oriental, Bulgaria, Checoslovaquia, Hungría, Polonia y Rumanía.
Los fusiles fueron reutilizados y modificados en varias ocasiones y sirvieron como fusil de entrenamiento durante los años 1960 a 1970. Muchos de esos fusiles fueron producidos localmente en los años de la posguerra.

### China
China comenzó la producción de la versión de carabina M1944 del Mosin-Nagant en 1953, con la denominación de Tipo 53. Es posible que la maquinaria para la producción fuera proporcionada por la Unión Soviética a comienzos de los años 1950. Se diferencian poco de sus equivalentes soviéticas. Aunque fue sustituido en 1957, la carabina Tipo 53 continuó en servicio en las milicias provinciales hasta los años 1970 y posteriores.

### Finlandia

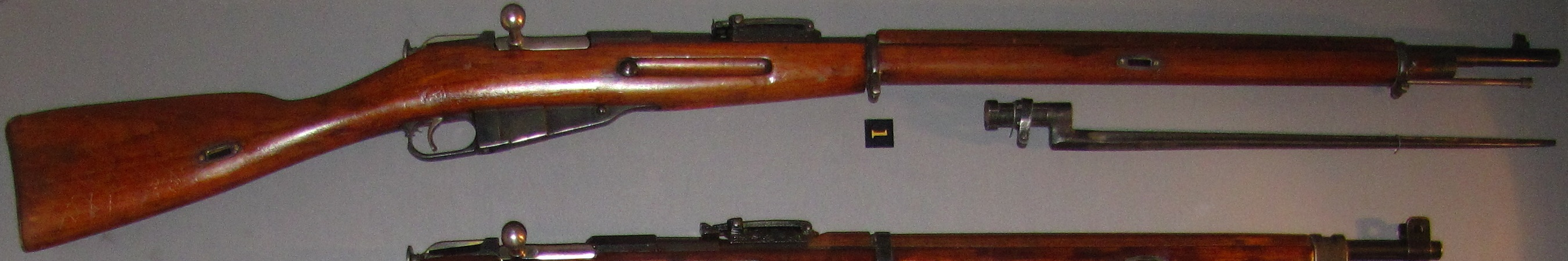
Fusil finlandés Mosin–Nagant M/91-24, conocido como el «fusil lotta».

Antes de 1917, Finlandia era parte del Imperio ruso y, por tanto, algunos Mosin-Nagant finlandeses eran los originales M1891. Una gran cantidad fue adquirida de fuentes extranjeras en los años 1920 y capturados durante la Guerra de Invierno y la Guerra de Continuación. Finlandia nunca fabricó Mosin-Nagant, confiando en sus reservas de fusiles comprados o capturados.
Los modelos de Mosin-Nagant eran identificados por números: M27, M28, M29, etc. y también conocidos como fusiles Pystykorva. Los Mosin-Nagant finlandeses eran conocidos por su precisión y fiabilidad. El francotirador Simo Häyhä, considerado generalmente como el francotirador más efectivo de la historia, utilizaba un M28 Pystykorva.

### Alemania
Tanto el Imperio Alemán en la Primera Guerra Mundial como la Alemania nazi de la Segunda Guerra Mundial capturaron grandes cantidades de fusiles Mosin-Nagant. Estos recibieron varias modificaciones para poder disparar el cartucho 7,92 x 57 Mauser. Los capturados durante la Primera Guerra Mundial fueron vendidos a Finlandia como parte del Tratado de Versalles.

### Corea del Norte
Tanto la Unión Soviética como la República Popular de China entregaron grandes cantidades de fusiles Mosin-Nagant a Corea del Norte durante la guerra de Corea. Sin embargo, dada la política de independencia consumada, es posible que los propios norcoreanos produjeran algunos de esos fusiles. Hay evidencia del uso de fusiles de francotirador Mosin-Nagant tan posteriores como los años 1990.

### Polonia
Después de la Segunda Guerra Mundial, los polacos manufacturaron grandes cantidades de la carabina M-44 en el arsenal de Radom. Muchas de estas no entraron en servicio, sino que se almacenaron para ser utilizadas en caso de necesidad. Los Mosin-Nagant polacos eran identificados con un 11 dentro de un círculo. Esta marca identificaba el país donde había sido producido. Además de ser almacenados, se construyeron en condiciones ideales con equipo soviético, produciendo algunos de los mejores ejemplos de Mosin-Nagant del mundo.

### Turquía
Como Alemania y el Imperio Austrohúngaro, Turquía capturó fusiles Mosin-Nagant durante la Primera Guerra Mundial. Muchos fueron adquiridos a través de la ayuda alemana o cuando los Blancos buscaron asilo tras la guerra civil rusa. Estos fusiles fueron utilizados durante la guerra de Independencia Turca y contra las fuerzas griegas en la guerra greco-turca.

### Otros
En la guerra civil española se utilizó este fusil. Existen numerosos documentos fotográficos de brigadistas internacionales y miembros del Ejército Popular Republicano con esta arma; además se encontraron casquillos y piezas de dicho fusil en diversas zonas de combate.

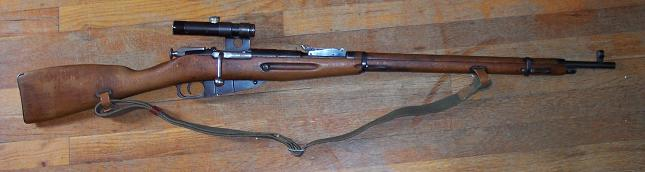
Fusil húngaro M/52 con mira telescópica 3,5×.

En la España de los años 1940/1950 no era extraño ver a las parejas de la Guardia Civil patrullando con esta arma, sobre todo en zonas rurales. Como era obvio, se aprovechaban los restos de armamento y munición de procedencia soviética capturados al ejército de la República. Durante la guerra de Vietnam se encontraron fusiles y carabinas Mosin-Nagant en manos del Viet Cong y soldados del ejército de Vietnam del Norte. Los Mosin-Nagant también han sido utilizados por los muyahidín de Afganistán durante la guerra civil. Continuó su uso en los años 1990 y a comienzos del siglo XXI por las fuerzas de la Alianza del Norte. También han sido empleados por rebeldes chechenos en Chechenia junto con otras armas más modernas en el conflicto local.
Es usada hasta la actualidad como arma reglamentaria en algunas unidades rurales de la Milicia Bolivariana.

## Variantes
- Fusil de infantería Modelo 1891 (en ruso: пeхoтнaя винтовка образца 1891-гo года): el arma principal de los ejércitos ruso y soviético desde 1891 hasta 1930.
- Fusil dragón (en ruso: драгунскaя): utilizado por la caballería, 64 mm más corto y 0,4 kg más ligero.
- Fusil cosaco (en ruso: казaчья): para la caballería cosaca, casi idéntico al fusil dragón, pero pensando para usar sin bayoneta.
- Carabina Modelo 1907: 289 mm más corta y 0,95 kg más ligera que el M1891, para ser empleada por caballería, ingenieros y artilleros. Se produjo hasta 1917 en pequeñas cantidades.
- Modelo 1891/30 (en ruso: винтовка образца 1891/30-гo года, винтовка Мосина): la versión más numerosa de Mosin-Nagant. Basado en el fusil dragón, fue el fusil estándar de la infantería soviética desde 1930 hasta 1945.
- Carabina Modelo 1938: basada en el M1891/30 que estuvo en servicio desde 1938 hasta 1945. Esencialmente un modelo más corto del M1891/30 sin posibilidad de añadirle una bayoneta.
- Carabina Modelo 1944: entró en servicio en 1944 y se mantuvo hasta los años 1950; similar a la M1938. No solo fue utilizada por la Unión Soviética, sino también por varias naciones satélites.
- Carabina Modelo 1891/59: modificaciones del M1891/30 acortados.
- "KO 91/30" y "KO 91/31M": Versiones comerciales construidas por la compañía "Molot JSC". Son reproducciones funcionales del modelo 1891/30 para infantería y posiblemente del modelo de francotirador también, aunque vendidas para caza y tiro deportivo a los civiles. Ambas versiones están calibradas para el cartucho 7.62x54R y el 9x53R.

## En la cultura popular
- Los fusiles Mosin-Nagant han aparecido en películas y programas de televisión, como Enemigo a las puertas de 2001, donde los personajes principales rusos portan el M1891/30. En la película de 1999 Tres reyes, aparece en manos de guerrilleros iraquíes junto con otros fusiles históricos, como el Lee-Enfield o el Mauser Kar 98k. En la película rusa de 2000 Brat 2, «el Fascista» ofrece a Danila Bagrov, el protagonista, un variado arsenal de la Segunda Guerra Mundial, entre ellos un fusil Mosin-Nagant.
- En la segunda expansión (Spearhead) del videojuego ambientado en la Segunda Guerra Mundial Medal of Honor, es el arma básica y principal con la que se comienza las misiones en la secuencia de Rusia.
- En el videojuego Metal Gear Solid 3, un francotirador denominado The End utiliza una versión personalizada del Mosin-Nagant que dispara tranquilizantes, la cual se puede obtener, y en Metal Gear Solid 4: Guns of the Patriots se puede conseguir también el mismo fusil.
- Aparece en los videojuegos de la serie Call of Duty ambientados en la Segunda Guerra Mundial como fusil regular y su versión para francotirador.
- Aparece en el videojuego Battlefield Vietnam como fusil de francotirador Mosin-Nagant M1891/30 PU, y también en la modificación project reality de Battlefield 2 como fusil de francotirador de insurgentes.
- Aparece en el videojuego DayZ, ambientado en un estado ficticio de la Unión Soviética.
- Aparece en el videojuego Hunt Showdown como fusil de repetición, además en sus versiones bayoneta y obrez.
- Aparece en el videojuego You Are Empty, ambientado en una ciudad ficticia de la Unión Soviética.
- Además de sus apariciones cinematográficas y en los videojuegos, el Mosin-Nagant fue utilizado como propaganda durante la Segunda Guerra Mundial, como por ejemplo, un póster donde un soldado soviético lo golpea a Hitler con la culata de su Mosin-Nagant.[1]
- En el videojuego Resident Evil: Revelations 2, aparece como arma disponible en la campaña de Barry Burton.
- En el videojuego Battlefield 1 aparece como una de las armas en su segunda expansión, «In The Name of the Tsar», disponible para la clase de Explorador y como fusil estándar para el Ejército Imperial Ruso y el Ejército Rojo.
- En el videojuego "Escape from Tarkov"

- En la serie de videojuegos Sniper Elite, dedicado a francotiradores durante la 2.ª GM, el M91/30 tiene un papel destacado. Solo tres fusiles han participado en las cuatro temporadas de que consta, el Gewehr 43, el SVT (Tokarev) y el Mosin. Siempre es de los más precisos y fiables
- En el manga de My Hero Academia en el arco de la Caza de villanos una de las antagonistas es la ex-heroína conocida como "Lady Nagant", con referencia al fusil Mosin Nagant.
- En el videojuego Squad como rifle de francotirador para los Insurgentes en su variante M1981/30 con una mira tescopica PU-1 y como fusil de infantería en su variante M1981/30 con mira de hierro. Hasta la actualización V2.6, estaba disponible en su variante M1938, pero fue sustituido por la PPSH-41.
- En el videojuego Hell Let Loose  , en el cual la facción de la Unión Soviética posee las variantes M1981/30, M38 y una versión con mira telescopia del Mosin 1981/30 para el rol de francotirador.
- En el videojuego PUBG: Battlegrounds los jugadores pueden encontrar el Mosin-Nagant en el terreno de batalla tanto en su forma de juego por equipo como también de manera individual.

### En inglés
- Mosin-Nagant M1891 1891/10 1891/30 M1938 M1944
- Mosin-Nagant.net The Homepage For Mosin Nagant Rifles
- The Russian Mosin Nagant Page

### En español
- Mosin Nagant 91/30
- Mosin-Nagant en arteHistoria.com (enlace roto disponible en Internet Archive; véase el historial, la primera versión y la última).

- Datos: Q154321
- Multimedia: Mosin-Nagant rifle / Q154321